# Schönes Mädchen aus Arcadia
Singles de Demis Roussos
My Friend the Wind
(1973) Someday, Somewhere
(1973)
Schönes Mädchen aus Arcadia est une chanson du chanteur grec Demis Roussos, parue sur son premier album germanophone Auf Wiedersehn. Elle est sortie le 9 octobre 1973 chez Philips Records en tant que premier single de l'album. Elle est écrite par Klaus Munro sur une musique de Leo Leandros. La chanson traite d'une histoire d'amour avec une fille de la région grecque d'Arcadie.
La chanson rencontre le succès et devient la première du chanteur en allemand à atteindre les hit-parades. Elle atteint notamment la première place des hit-parades en Belgique néerlandophone et aux Pays-Bas,,,.
Une version en anglais de la chanson, intitulée Lovely Lady of Arcadia sur des paroles de Jack Lloyd, a été enregistrée par la suite et sortie en single par Demis Roussos en février 1974. La version anglaise figure sur son troisième album My Only Fascination.

## Liste des titres
| A. | Schönes Mädchen aus Arcadia | 3:25 |
| B. | So wie du bist              | 3:35 |

| A. | Lovely Lady of Arcadia | 2:38 |
| B. | Shadows                | 3:40 |

## Crédits
- Demis Roussos – chant
- Leo Leandros (en) – musique, arrangements, réalisateur
- Klaus Munro (de) – paroles

Crédits adaptés des notes d'accompagnement.

## Classements
| Classement (1973–74)                    | Meilleure position |
| --------------------------------------- | ------------------ |
| Allemagne de l'Ouest (Media Control)    | 6                  |
| Autriche (Ö3 Austria Top 40)            | 7                  |
| Belgique (Flandre Ultratop 50 Singles)  | 1                  |
| Belgique (Wallonie Ultratop 50 Singles) | 9                  |
| Danemark (IFPI)                         | 4                  |
| Pays-Bas (Nederlandse Top 40)           | 1                  |
| Pays-Bas (Nationale Hitparade)          | 1                  |
| Suisse (Schweizer Hitparade)            | 2                  |

| Classement (1974)                | Meilleure position |
| -------------------------------- | ------------------ |
| Espagne (El Musical)             | 6                  |
| France (IFOP)                    | 28                 |
| Yougoslavie (Inostrani singlovi) | 3                  |

| Classement (1973)              | Position |
| ------------------------------ | -------- |
| Belgique (Flandre Ultratop)    | 37       |
| Pays-Bas (Nederlandse Top 40)  | 20       |
| Pays-Bas (Nationale Hitparade) | 24       |

| Classement (1974)                    | Position |
| ------------------------------------ | -------- |
| Allemagne de l'Ouest (Media Control) | 39       |
| Autriche (Ö3 Austria Top 40)         | 20       |